# 山中智恵子
山中 智恵子（やまなか ちえこ、1925年5月4日 - 2006年3月9日）は、日本の歌人。
前川佐美雄に師事。深い古典教養と幻想性を混交させた作風から「現代の巫女」とも評された。女流における前衛歌人の代表的存在である。

## 経歴
愛知県名古屋市西区出身。父・渡辺鑑三は尾張藩医の末裔で、その従兄は俳人の沼波瓊音。母タマエ（旧姓馬島）の本家も代々の尾張藩医で、後水尾天皇を快癒させたことで知られる高名な眼科医の家系。母方の祖父は明治の蘭方医。母は尾上柴舟に師事して国文学を学んでいた。二兄一姉をもつ次女（次兄は智恵子生誕以前に死亡）。6歳の秋に父が脳出血で倒れて半身不随となり、療養のために愛知県知多郡新舞子の別宅に移住。
1932年に三重県河芸郡白子町（現鈴鹿市）の祖父山中権十良に預けられ、以後生涯にわたって鈴鹿市に暮らす。1935年山中家の養女となり、この年より短歌を始める。養父は代々型紙業を営んでいたが廃業。養父母は明治30年代から関東大震災まで東京浜町に居住していたことがあり、芸能や芸術を愛する自由な気風の家庭であった。
1942年、三重県立河芸高等女学校（現白子高等学校）を卒業。日米開戦により上京を断念する。京都女子専門学校（現・京都女子大学）に進学後、「アララギ」に投稿。前川佐美雄歌集『くれなゐ』に出会い影響を受ける。1945年に繰上卒業後、鈴鹿市立高等女学校（後の神戸高等学校）の教員となる。1946年、前川佐美雄主宰の「オレンヂ」（のち「日本歌人」）に入会。1947年「オレンヂ」2号に初出詠（塚本邦雄も同時に初出詠）。1950年、神戸高校の同僚であった数学教師と結婚。1951年に四日市市立富洲原中学校教諭を最後に退職し、専業主婦となる。「日本歌人」同人となる。
1954年、第1回短歌研究五十首詠（現短歌研究新人賞）に応募し、佳作入選。このときの受賞者は中城ふみ子。1960年、塚本邦雄、原田禹雄、寺山修司、安永蕗子、浜田到、春日井建、菱川善夫、秋村功らともに「極」創刊に参加。
村上一郎の個人誌「無名鬼」に1964年の創刊より寄稿。1976年に『斎宮女御徽子女王』を刊行し、斎宮の研究でも知られるようになる。
1996年、白川静、谷川健一、水原紫苑、吉田加南子と同人誌「游」発行。
2006年、急性心不全により死去。

## 受賞歴
- 1956年、第1回日本歌人賞
- 1978年、『青章』で第3回現代短歌女流賞
- 1984年、「星物語」（歌集『星醒記』に収録）で第20回短歌研究賞
- 1985年、『星肆』で第19回迢空賞
- 1991年、第32回CBCクラブ文化賞
- 2005年、『玲瓏之記』で第3回前川佐美雄賞。

## 主な著書

### 歌集・句集
- 『空間格子』日本歌人社　1957
- 『紡錘』不動工房　1963
- 『みずかありなむ』無名鬼発行所　1968
- 『虚空日月』国文社　1974
- 新装版『みずかありなむ』国文社　1975
- 『山中智恵子歌集』国文社・現代歌人文庫　1977
- 『青章』国文社　1978
- 『短歌行』砂子屋書房　1981
- 『星暦』（詩集・宗像ちゑ名義）雁書館　1983
- 『星醒記』砂子屋書房　1984
- 『星肆』砂子屋書房　1984
- 『神末』砂子屋書房　1985
- 『喝食天』砂子屋書房　1988
- 『鶺鴒界』砂子屋書房　1989
- 『夢之記』砂子屋書房　1992
- 『黒翁』砂子屋書房　1994
- 『風騒思女集』砂子屋書房　1995
- 『玉蜻』砂子屋書房　1997
- 『山中智恵子歌集』砂子屋書房・現代短歌文庫　1998
- 『玉菨鎮石』砂子屋書房、1999
- 『玲瓏之記』砂子屋書房　2004
- 『山中智恵子全歌集』砂子屋書房　2007
- 『玉すだれ 山中智恵子句集』砂子屋書房　2008
- 『山中智恵子歌集』書肆侃侃房（水原紫苑編）　2022

### 歌書・研究書
- 『三輪山伝承』紀伊國屋新書　1972
- 『斎宮女御徽子女王 歌と生涯』大和書房　1976
- 『斎宮志 伝承の斎王から伊勢物語の斎宮まで』大和書房　1980
- 『存在の扇』小沢書店　1980
- 『続・斎宮志』砂子屋書房　1992
- 『斎宮箚記』砂子屋書房　1993
- 『をんな百人一首 鈴鹿百人一首』撰著　市井社　1994
- 『「明月記」をよむ 藤原定家の日常』三一書房　1997
- 『椿の岸から』砂子屋書房　2011